# Чиквава (округ)
Чиквава (англ. Chikwawa) — округ в Южном регионе Малави. По состоянию на 2008 год в округе проживает 434 648 человек. Площадь территории составляет 4755 км². Административный центр — город Чиквава.

## География
На севере граничит с округом Мванза, на юго-востоке с округом Нсанье, на северо-востоке с округом Блантайр, на востоке с округом Тайоло, на западе с Мозамбиком. На территории округа располагается национальный парк Ленгве.